# Velika loža Austrije
Velika loža Austrije starih, slobodnih i prihvaćenih zidara (njem. Großloge von Österreich der Alten, Freien und Angenommenen Maurer), najčešće Velika loža Austrije (Großloge von Österreich), skraćeno GLvÖ, je regularna, najstarija i najbrojnija slobodnozidarska velika loža u Austriji. Osnovana je 1918. godine kao Velika loža Beča, s tim da je između 1938. i 1945. godine bila suspendirana radi zabrane djelovanja slobodnih izdara. 

## Povijest
Prve lože austrijskih slobodnih zidara, nakon zabrane njihovog rada u Austrijskom Carstvu 1795. godine, osnivane su u ugarskom dijelu carstva tek poslije 1867. godine i tadašnje podjele carstva u dvojnu monarhiju. Oni su poslije završetka Velikog rata i raspada Austro-Ugarske preselili svoje lože u novoosnovanu republiku te osnivali svoju obedijenciju, Veliku ložu Beča (Großloge von Wien) već 8. prosinca 1918. godine. U prvih nekoliko godina ova velika loža je imala gotovo dvije tisuće članova u 24 lože. Godine 1930. godine priznata joj je i regularnost od strane Ujedinjene velike lože Engleskee, a tijekom godina priznale su je još i 63 velike lože iz cijelog svijeta. Dolaskom nacista 1938. godine dolazi i do zabrane rada slobodnim zidarima pa su sve lože zatvorene. Postali su žrtva nacističkog terora pa je većina morala emigrirati, a više od stotinu ih je ubijeno do 1945. godine.
Ubrzo nakon završetka Drugog svjetskog rata i sloma nacističke diktature, austrijski slobodni zidari samostalno se okupili, prvo u Koruškoj, a i u drugim dijelovima države osnivajući nove lože. Usprkos nepovoljnim uvjetima u to vrijeme uspjeli su oživjeti i veliku ložu koju su nacisti ugasili. 4. kolovoza 1945. godine je osnovana Velika loža Beča za Austriju (Großloge von Wien für Österreich). Regularnost Velike lože je vraćena 1952. godine formalnim priznanjem UVL Engleske i uspostavljanjem odnosa koji su 1938. godine bili narušeni. A kad su se Savezničke okupacijske vlasti povukle 1955. godine Austrija je ponovo postala suverena republika pa je Velika loža promijenila naziv u Velika loža Austrije. Godine 1975. Velika loža je otvorila masonski muzej u dvorcu Rosenau na sjeveru Donje Austrije.

### Formiranje drugih velikih loža
Posije pada komunizma u istočnoj Europi, Velika loža je posebice bila aktivna na planu uspostave slobodnog zidarstva u bivšim krunskim zemljama. Tako su utemeljene Simbolička velika loža Mađarske 1989. i Velika loža Čehoslovačke (današnja Velika loža Češke) 1990. godine kao i Velika loža Slovačke 2009. godine. Raspadom Jugoslavije osnivane su deputacijske lože s ciljem obnavljanja slobodnog zidarstva u novim državama što je kasnije dovelo do utemeljena Velike lože Hrvatske (1997.), Velike lože Slovenije (1999.) kao i Velike lože Bosne i Hercegovine (2005.).

## Ustroj
Sjedište Velike lože Austrije je u Beču.
Velika loža Austrije u Zwettlu, Donja Austrija, ima i Muzej austrijskog slobodnog zidarstva (Österreichisches Freimaurer-Museum).

### Lože
Pod Velikom ložom Austrije u 2024. godini ima više od 3.800 članova u 80 loža od kojih se 54 nalazi u Beču a preostalih 26 u ostalih osam saveznih država, i to šest u Grazu, četiri u Klagenfurtu, po tri u Innsbrucku i Salzburgu, po dvije u Linzu i Sankt Pöltenu, te po jedna u Villachu, Kremsu na Dunavu, Mödlingu, Gmundenu, Rušti i za Vorarlberg.
Među masonskim ložama koje rade pod zaštitom Velike lože Austrije su i:
- Loža "Quatuor Coronati" (Loge Quatuor Coronati), Beč – ova istraživačka loža nosi naziv po najstarijoj istraživačkoj Loži "Quatuor Coronati" br. 2076, osnovanoj 1886. godine pod zaštitom Ujedinjene velike lože Engleske (UGLE).
- Loža "Europa u nove svjetove" (Loge Europa zu Neuen Welten), Beč – nosi naziv po kontinentu Europa i dio je lanca istoimenih masonskih loža koje rade pod okriljem regularnih velikih loža u Europi.[6]
- Loža "Sedam mudraca" (Loge Zu den Sieben Weisen), Linz – nosi naziv po linškoj loži utemeljenoj 1783. godine.[7]
- Loža "Tri planine" (Loge Zu den drei Bergen), Innsbruck – nosi naziv po innsbruškoj loži utemeljenoj 1777. godine.[8]
- Loža "Svjetlost Salzkammerguta" (Loge Zum Licht im Salzkammergut), Gmunden – nosi naziv po regiji Salzkammergut.[7]
- Loža "Tamino" (Loge Tamino), Salzburg – nosi naziv po princu Timinu, liku iz Mozartove opere Čarobna frula.
- Loža "Sarastro" (Loge Sarastro), Beč – nosi naziv po princu Sarastru, liku iz Mozartove opere Čarobna frula i radi na engleskom jeziku.
- Loža "Sloboda za Istok" (Loge Libertas Oriens), Rušta – nosi naziv po poruci oslobađanja Istočne Europe od komunizma koje se dogodilo 1989. godine.[9]

U okviru ove velike lože radile su i
- Loža "Ilirija" (Loge Illyria), Beč – deputacijska loža djelovala od 1992. do 1996. godine s ciljem obnove slobodnog zidarstva u Hrvatskoj.[10]
- Loža "Dialogus" (Loge Dialogus), Klagenfurt – deputacijska loža djelovala od 1994. do 1996. godine s ciljem obnove slobodnog zidarstva u Sloveniji.[10]
- Loža "Grof Ivan Drašković" (Loge Graf Johann Draskowitsch), Zagreb – nosila naziv po masonu grofu Ivanu VIII. Draškoviću kao i po zagrebačkoj loži utemeljenoj 1919. godine; izdvojila se 1997. godine i formirala Veliku ložu Hrvatske.[11][12]
- Loža "Hrvatska vila" (Loge Kroatische Fee), Zagreb – nosila naziv po zagrebačkoj loži utemeljenoj 1892. godine i prvoj koja je radila na hrvatskom jeziku; izdvojila se 1997. godine i formirala Veliku ložu Hrvatske.[11][12]
- Loža "Tri svjetla" (Loge Drei Leuchten), Zagreb – izdvojila se 1997. godine i formirala Veliku ložu Hrvatske.[11][12]
- Loža "Dialogus" (Loge Dialogus), Ljubljana – nosila naziv po deputacijskoj loži istog naziva koja je djelovala u Klagenfurt; izdvojila se 1999. godine i formirala Veliku ložu Slovenije.[13]
- Loža "Žiga Zois" (Loge Žiga Zois), Ljubljana – nosila naziv po barunu Sigismundu Zoisu, jednom od vodećih ljudi slovenskog kulturnog pokreta u 18. stoljeću; izdvojila se 1999. godine i formirala Veliku ložu Slovenije.[13]
- Loža "Lux Bosnia" (Loge Lux Bosnia), Dragomer / Sarajevo – izdvojila se 2005. godine i formirala Veliku ložu Bosne i Hercegovine.[14]
- Loža "Arcus" (Loge Arcus), Ljubljana – nosila naziv po latinskoj riječi za dugu; izdvojila se 1999. godine i formirala Veliku ložu Slovenije.[13]
- Loža "Svjetlost" (Loge Licht), Lavov – osnovana je 2000. godine, izdvojila se 2005. godine i formirala Veliku ložu Ukrajine.[15]
- Loža "Ivo Andrić" (Loge Ivo Andrić), Sarajevo – nosila naziv po književniku i masonu Ivi Andriću, dobitniku Nobelove nagrada za književnost; izdvojila se 2005. godine i formirala Veliku ložu Bosne i Hercegovine.[14]
- Loža "Veritas" (Loge Veritas), Sarajevo – izdvojila se 2005. godine i formirala Veliku ložu Bosne i Hercegovine.[14]

### Uprava
Velikom ložom Hrvatske upravlja veliki majstor (njem. Großmeister) koji se bira na trogodišnje razdoblje. Dosadašnji veliki majstori su:
1. Richard Schlesinger (1919. – 1938.)
2. Karl Doppler (1945. – 1947.)
3. Bernhard Scheichelbauer (1948. – 1960.)
4. Carl Helmke (1960. – 1969.)
5. Heinz Scheiderbauer (1969. – 1975.)
6. Alexander Giese (1975. – 1987.)
7. Franz Hausner (1987. – 1991.)
8. Heinz Scheiderbauer (1991. – 2002.)
9. Michael Kraus (2002. – 2008.)
10. Nikolaus Schwärzler (2008. – 2014.)
11. Georg Semler (od 2014.)

### Međunarodna suradnja
Velika loža sudjeluje u radu Svjetske konferencije regularnih masonskih velikih loža. Također, potpisala je povelje o prijateljstvu i međusobnom priznavanju s preko 150 regularnih velikih loža.

### Obredi
Primarni obred Velike lože Austrije je Schröderov obred. Velika loža upravlja simboličkim stupnjevima plave lože (učenik, pomoćnik i majstor) i delegira upravljanje visokim stupnjevima na dodatna tijela i redove.

## Pridružena tijela i redovi
Upravljanje visokim stupnjevima Velika loža Austrije provodi kroz pridružena tijela i redove od kojih svaki predstavlja jedan obred a na temelju potpisanih konkordata. Ova tijela i redovi su:
- Vrhovno vijeće drevnog i prihvaćenog škotski obred u Austriji (njem. Oberster Rat des Alten und Anerkannten Schottischen Ritus in Österreich)[18] – nadležno za rad Drevnog i prihvaćenog škotskog obreda.
- Konvencija masona yorčkog obreda u Austriji (Konvent der Maurer des York-Ritus in Österreich)[19] upravlja Yorčkim sustavom:
  - Veliki kapitel Austrije slobodnih zidara kraljevskog luka (Großkapitel von Österreich der Maurer vom Königlichen Bogen) – nadležan za rad kraljevskog luka.
  - Veliki koncil Austrije (Großkonzil von Österreich) – nadležan za rad kripte.
  - Veliko zapovjedništvo Austrije (Großkomturei von Österreich) – nadležan za rad vitezova templara.
- Ispravljeni veliki priorat Austrije (Rektifizierte Grosspriorat von Österreich) – nadležno za rad Ispravljenog škotskog obreda.
- Suvereni veliki priorat Austrije (Souveränes Großpriorat von Österreich) – nadležno za rad vitezova templara i vitezova Malte.
- Pridružena tijela i redovi koji imaju svoje jedinice u Austriji:
  -  Velika loža majstora masona znaka Engleske i Walesa – nadležna za rad Reda majstora znaka.

### Škotski red
Vrhovno vijeće Austrije je član Europske konfederacije vrhovnih vijeća (engl. European Confederation of Supreme Councils).

### Kraljevski luk
Veliki kapitel Austrije je osnovan 1974. godine. Član je Međunarodnog generalnog velikog kapitela slobodnih zidara kraljevskog luka.

### Majstor znaka
U engleskom stupanju Majstora masona znaka u Austriji rade dvije lože.
- Loža "Novi kamenolomi" (engl. New Quarries Lodge) br. 1903, Beč / Salzburg, osnovana je 2009. godine.
- Loža "Sveta Margareta" (Saint Margarets Lodge) br. 1954, Beč, osnovana je 2014. godine.

## Poznati članovi
- Fred Sinowatz (1929. – 2008. ), političar i povjesničar

## Vanjske poveznice
- Službena stranica
- Muzej austrijskog slobodnog zidarstva